# 흠천감
사천감(司天監)은 고대 중국의 황실 천문대이다.
전한 때 사천감이라 명명한 이후로 사천감의 수장을 태사령(太史令)이라 하였다. 그 후 여러 황조를 거치며 태사국(太史局), 사천대(司天臺)로 명명되었으나 명나라 때 흠천감(欽天監)으로 최종 개명되었다.
명나라와 청나라 이후로는 선교사들이 흠천감에 소속되어 황실의 천문을 살펴주고 그 사업을 통솔하였다.

## 같이 보기
- 중국의 천문학